# Jelena Vesnina
Jelena Sergejevna Vesnina (russisk: Елена Сергеевна Веснина; født 1. august 1986 i Lviv, Sovjetunionen) er en professionel tennisspiller fra Rusland.